# 藤原公任
藤原 公任（ふじわら の きんとう）は、平安時代中期の公卿・歌人。藤原北家小野宮流、関白太政大臣・藤原頼忠の長男。官位は正二位・権大納言。中古三十六歌仙の一人、百人一首では大納言公任、『和漢朗詠集』の撰者としても知られる。

## 経歴

### 生い立ち～若年期
祖父・藤原実頼、父・頼忠はともに関白・太政大臣を務め、母（醍醐天皇の孫）・妻（村上天皇の孫）ともに二世の女王。また、いとこに具平親王、藤原実資、藤原佐理がおり、政治的にも芸術的にも名門の出である。関白の子として、天元3年（980年）2月25日に清涼殿にて円融天皇出御の元で元服して、異例の正五位下に叙せられるなど、将来が期待されていた。理髪は藤原遠度、加冠は左大臣・源雅信が務めたが、天皇自ら加冠したともされる。なお、同日夜には同母妹諟子の裳着が頼忠邸で行われている。同年7月に侍従に任ぜられる。
天元4年（981年）従四位下、天元5年（982年）従四位上と順調に昇進し、同年には姉の遵子が円融天皇の皇后に立てられている。遵子の立后後初めての参内に従った公任は、藤原兼家の邸宅（東三条殿）の前を通り過ぎる際に、女御のままであった兼家の娘の詮子のことについて「この女御は、いつか后にはたちにたまふらむ」との失言を放っている。その後も、永観元年（983年）左近衛権中将、寛和元年（985年）正四位下に叙任されるなど、円融朝から花山朝にかけて昇進を続けた。

### 一条朝前期（兼家・道隆執政期）
しかし、寛和2年（986年）一条天皇の即位に伴って、父の頼忠は関白を辞任して藤原兼家が摂政となり、政治の実権が小野宮流から九条流に移る。同年7月には一条天皇の生母として皇太后となった藤原詮子の参内に公任が供奉していたところ、進内侍に「御妹の素腹の后は、いづくにかおはする」と揶揄され、以前の失言の仕返しをされている。また、兼家の息子で同い年の藤原道長はこの時点で従五位下の位階にあったが、翌永延元年（987年）には一挙に従三位まで昇進し、公任は瞬く間に位階を追い越されてしまっている。なお、寛和2年（986年）10月に行われた円融上皇の大井河遊覧では、大堰川に漢詩・和歌・管弦の3艘の舟に名人を乗せて芸を競わせたが、公任は源相方と共に3舟に併せ乗る名誉を得た。
永延3年（989年）蔵人頭（頭中将）に任ぜられるが、この頃には公任の昇進は相当に停滞しており、同時期に蔵人頭を務めた藤原懐忠（1年4ヶ月）・藤原道頼（1年3ヶ月）・藤原伊周（5ヶ月）らが早々に参議として公卿に昇っていく中で、公任は3年半の間蔵人頭に留め置かれる。正暦2年（991年）9月には参議の欠員が発生したにもかかわらず公任の任官は見送られ、翌正暦3年（992年）8月になってようやく参議として公卿に列したが、一方で近衛中将を免ぜられている。このような昇進状況に対して公任は相当の不満が溜まっていたらしく、正暦4年（993年）関白・藤原道隆を始め藤原氏の公卿ほぼ全員が供奉した一条天皇の大原野神社への行幸に不参する事件を起して、一時勅勘を蒙り参内を止められている。このように公任は執政の道隆に対して不満を持つ一方、同じく道隆に反発していた道隆の弟の道兼とは親密であり、正暦5年（994年）には道兼の養女（実は昭平親王の娘）と結婚している。

### 一条朝後期～三条朝
長徳元年（995年）の赤斑瘡の大流行や長徳2年（996年）の長徳の変を経て執政の座は藤原道長に移る。長徳5年（999年）公任は14年ぶりに昇叙されて従三位になるが、この頃より公任は道長に接近するようになる。具体的には以下のような記録が残っている。
- 5月6日：道長邸の改築に伴う祝宴に参加[11]。当日公任が詠んだ漢詩は『本朝麗藻』に、和歌は『拾遺和歌集』に残る
- 9月12日：道長に随行して西山に紅葉を尋ねる[12]。この際に詠んだ和歌が『小倉百人一首』に採録
- 10月27日：藤原彰子入内に際して、屏風歌を詠進[13]

これらの活動が奏功してか、長保3年（1001年）8月に上席の参議3名（藤原懐平・菅原輔正・藤原誠信）を越えて中納言に任ぜられ、10月には正三位に叙せられている。
なお、長徳年間（996年～999年）頃には私撰和歌集『拾遺抄』を撰しているが、『拾遺抄』は花山上皇が将来勅撰和歌集（『拾遺和歌集』）を編纂する際の目安として、公任に編纂を命じられたと想定されている。当時、和歌の大家であった清原元輔・平兼盛・大中臣能宣・藤原仲文らは既に没し、生存中の藤原長能・源重之は地方に下っているなど、歌壇は極度の人材不足に陥っていたため、まだ30代前半であった公任が撰者を命じられたと見られるが、結果的にこれが公任を歌壇の第一人者にのし上げることになった。
長保6年（1004年）10月に一条朝の四納言の一人で公任の1歳年下であった藤原斉信が官職は権中納言ながら従二位に叙せられ、公任は位階の上で越えられてしまう。公私共に密接な交流のある親しい友人であった斉信に先を越されたことは公任を刺激したらしく、ただちに出仕をやめてしまい、12月になって中納言左衛門督の辞表を道長に提出する。この辞表に関しては、まず当時の有名な文人であった紀斉名や大江以言に書かせるも公任は満足できず、大江匡衡が妻の赤染衛門の知恵を借りてようやく作成したとの逸話がある。結局、7ヶ月の不参を経て、翌寛弘2年（1005年）7月に従二位に叙せられ、公任は再び参内を再開した。同年末頃より、公任は道長邸を訪問することが多くなるなど、公任は道長へさらに接近し、迎合の度合いを深めた。
寛弘年間前半には、勅撰和歌集『拾遺和歌集』が編纂されているが、公任の和歌は現存歌人中最多の15首が採録されている。この和歌集には公任が以前編纂した『拾遺抄』の和歌が全て採録され、さらにはこの和歌集は『拾遺抄』の盛名に押されて当時の歌壇にそれほど迎えられなかったなど、歌壇における公任の影響力が極めて大きかったことが窺われる。
その後、寛弘6年（1009年）に藤原斉信と共に権大納言に昇進するが、この間の寛弘5年（1008年）に藤原斉信が、寛弘7年（1010年）には同じく四納言の一人である源俊賢が先に正二位に昇進して位階面で先を越されている。一条天皇の子女を次々産んでいた中宮・藤原彰子に中宮（権）大夫として仕えていた両名と異なって、皇太后宮大夫のみを兼ねて姉の皇太后・藤原遵子に仕えていた公任は、官位を進めるような要務に任ぜられることもなかったが、小野宮家の時代が既に遠くへ去ってしまったことを悟っていたか、かつてのように人事に反発することもなくなっていた。
寛弘9年（1012年）4月に長女を藤原教通に嫁がせる。執政・道長の子息を婿に望む公卿は多かったが、公任はこの結婚がよほど自慢であったようで、道長に反発を持つ同じ小野宮流の大納言・藤原実資に対してこの婚儀のことを長々と喋って、実資を閉口させた。一方で、公任は経済的に不如意だったためか、実資から婚儀のための衣裳を借り、新婦のための女装束を贈られている。なお、この結婚の引き出物として贈られたのが『和漢朗詠集』である。また、これを機会に九条流の故実関係の文献を閲覧する機会を得たと考えられ、後の『北山抄』編纂にも少なからぬ影響を与えることになる。同年11月に三条天皇の大嘗会が行われ、悠紀国司賞として近江守を兼ねていた教通に叙位の沙汰があったが、教通はこれを舅に譲り公任が正二位に昇叙された。

### 後一条朝
寛仁5年（1021年）左大臣・藤原顕光の薨去により大臣の席が2つ空き、下座の権大納言であった婿の藤原教通が内大臣に昇進し、大納言であった藤原実資が右大臣に昇ったため、正官の大納言が藤原斉信のみとなる。しかし、筆頭の権大納言であった公任は欠官のある大納言への昇進が叶わず、大臣の座はおろか昇進の限界へ来ていることが明らかになっていた。さらに、治安3年（1023年）次女（遵子の養女）を、翌治安4年（1024年）長女（藤原教通室）を次々と亡くすが、公任は精神的に大きな痛手を受けたらしく、この頃より出仕をしなくなり、同年12月には権大納言の官職を辞任した。万寿2年（1025年）正月に邸宅の四条宮が焼亡したため一時延期するものの、翌万寿3年（1026年）正月4日に弟・最円がいる洛北長谷（現在の京都市左京区岩倉長谷町）の解脱寺で出家を果たした。戒師は三井寺の別当文慶僧都。

### 晩年
出家した公任は解脱寺から北に1町ほど離れた平地に山荘を営んで居住した。山荘の跡は現在も「朗詠谷」と称されている。公任の出家はまもなく都に知れ渡るが、その反響は大きく、早速既に出家していた道長から和歌に添えて法衣一領が贈られると、婿の教通や子・定頼を始め大勢の人々が次々と訪れた。少し落ち着くと今度は同じ四納言の藤原斉信の訪問を受ける。公任と同じく道長の子息（長家）に嫁がせた娘を若くして失っている斉信は、死んだ娘のことを縷々と云い続け、一方で出家の決心も付かない真情を吐露し、これに対して公任は自らの経験を語って斉信を慰める。斉信は時間になっても辞去する気になれず、二人して泣き続けたという。
万寿4年（1027年）になると6月に源俊賢が、12月には藤原道長と藤原行成が同日に没し、藤原道長とその政権を支えた四納言は公任出家後僅か2年ほどの間に、公任と斉信の二人を残すのみとなる。公任は俗世間と離れるが、源経頼の依頼を受けて有職故実を教授したり、定頼が月見で人々が詠んだ和歌を詠草にして公任に送ったところ、公任が当時まだ無名であった藤原範永の詠んだ和歌を見つけて絶賛し、これを伝え聞いた範永がその詠草をもらい受け、錦袋に入れて家宝にした、などの話が伝わっている。長元8年（1035年）最後まで官界に残っていた藤原斉信も大臣任官を果たせぬまま没し、結果的に四納言は公任が最後まで生き残った。
長久元年（1040年）の年末より瘡湿にかかって10日ほど患ったのち、翌長久2年（1041年）1月1日薨去。享年76。

## 人物
和歌の他、漢詩、管弦にも優れた才能を見せ、道長に対して自らの才能を誇示した「三舟の才」の逸話は、小野宮流の嫡男として芸術面での意地を見せたともいえる。また、道長には迎合していたものの、自らの門地に対する誇りは高く、四納言の一人斉信に位階を越された際は半年間出仕を止めた上に、当時文人として有名であった大江匡衡に作らせた辞表を提出したこともあった。
ただし、小野宮流の維持の意識に関しては実資よりは強くはなく、小野宮流そのものよりは公任個人の家や家族（そこには婿である教通も含まれる）の発展を重視していたとする評価もある。
道長が公任に対して対抗意識を燃やしたという逸話もあるが、実際には寛和2年（986年）の内裏歌合で若手貴族の代表として道長・斉信とともに選ばれるなど、青年時代から共に行動することが多かった。なお、実際に四納言の中で唯一、道長が政権の座に就く以前に参議に昇進している（正暦3年（992年）8月）。
家集『大納言公任集』、私撰集『金玉和歌集』、歌論書『新撰髄脳』『和歌九品』などがあり、『和漢朗詠集』や三十六歌仙の元となった『三十六人撰』は公任の撰による。勅撰歌人として『拾遺和歌集』（15首）以下の勅撰和歌集に88首が入首している。自身も高名な歌人である一方、和歌の批評や歌論で非常に重きをなし、当時の高名な歌人との間に以下のような逸話がある。
- 藤原長能は詠んだ和歌を公任に軽く咎められて事を苦にして病死した（『袋草紙』『古本説話集』）。
- 公任が病気で重態との知らせを聞いた藤原高遠は、何としても生前に訊きたいとして急いで公任のもとを訪ね、自身の作歌と紀貫之の歌の優劣の判定を請うた。

官界を引退後に著したと見られる有職故実書『北山抄』は摂関政治期における朝廷の儀式・年中行事の詳細が分かる貴重な史料である。藤原実資や公任ら四納言はいずれも有職故実の権威として尊重されたが、特に公任は様々な儀式を行う際の式次第の多くを作成した。なお、『北山抄』については自筆の草稿本の一部が残っているが、その筆跡は非常に達筆で書道においても一流であった様子が窺われる。

## 逸話

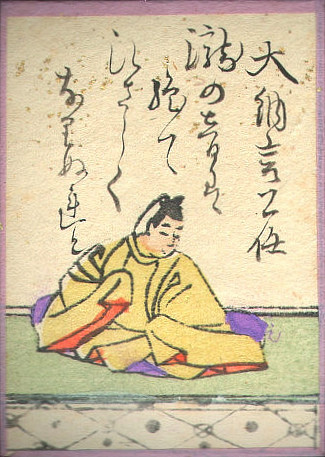
大納言公任（小倉百人一首）

### 三舟の才
『大鏡』に見える。三船の才ともいう。道長が大堰川に漢詩の舟、管絃の舟、和歌の舟を出し、それぞれの分野の名人を乗せた際、乗る舟を尋ねられた公任は和歌の舟を選び、「小倉山嵐の風の寒ければもみぢの錦きぬ人ぞなき」と詠んで賞賛された。ところが公任は、漢詩の舟を選んでおけば、もっと名声が上がったはずだと悔やみ、道長に舟を選べと言われたときに、すべての分野で認められているとうぬぼれてしまったと述懐した。
なお、記録上大堰川において三舟の遊興が開かれたのは寛和2年10月10日（986年11月14日）に円融上皇臨席の下開催されたもので、道長や公任もこれに参加したと思われる。なお、この時に舞と笛の演奏が称賛された源時中は直後に褒賞として参議に昇進している。

### 着鈦勘文
この時代、強盗・窃盗・私鋳銭の3つの罪については検非違使が裁判を行うことになっていたが、長徳2年（996年）11月に検非違使の最高責任者であった検非違使庁別当である公任の別当宣によって、初めて着鈦勘文（判決文）に徒（懲役）年数が書かれることになった。それまでは、被害額の総額に応じて徒の年数は定められていたものの、その年数が罪人に示されることは無く、罪人は釈放されて初めて自分がどんな刑罰を受けたのかを知ったという。公任はその矛盾を指摘してこれを改めさせた。この時、左衛門権佐であった明法家（法律家）の惟宗允亮は、公任の意向に沿って素晴らしい着鈦勘文を書き上げ、法律家としての名声を高めたという。

### 『源氏物語』の話題
寛弘5年（1008年）11月1日、土御門殿で催された敦成親王（後一条天皇）の誕生祝いの宴で、酔った公任が紫式部に対して「この辺りに若紫は居られませんか」と声をかけた、という。式部は（光源氏似の人も居ないのに、どうして紫の上が居るものかしら）と思い、その言を聞き流した、と『紫式部日記』に見える。なお、この逸話の条が、本文以外で『源氏物語』に触れられた記録の初見とされる。

### 宇治拾遺物語に見える逸話
宇治拾遺物語 巻第十二 二一（一五六）「ある上達部中将の時召人に逢ふ事」の末尾には、悪法師の恨みを買って攫われ、助け出された思い出を語る貴人を指して「四条大納言（公任）の事と申すは誠やらん」とある。

### うるまの島
『権記』、『本朝麗藻』などに、寛弘元年（1004年）新羅（高麗）迂陵島人の因幡漂着と送還が記述され、言葉の通じぬ異邦人の来訪が当時の話題となっていた。この島は現在の鬱陵島（ウルルンド）である。この時期に公任の詠んだ歌が千載和歌集に収録されている。
[詞書]うるまのしまの人のここにはなたれきて、ここの人のものいふをききしらてなんあるといふころ、返ことせぬ女につかはしける
（うるまの島の人が日本に漂流してきて、日本人の言葉を聞いてもわからないでいるという評判の頃に、返歌をしない女に送った歌）
おほつかなうるまの島の人なれやわかことのはをしらぬかほなる
（心もとないことだ。うるまの島の人だからだろうか、わたしの贈った和歌に知らぬ顔をしているのは）—千載和歌集 巻第十一 六五七
島の名は『狭衣物語』の文中にも取り入れられた。詞書は初出の『大納言公任集』に「しらぎのうるまの島の人」とあるものが、千載集では国名が省略されてしまったため、何処とも知れぬ異邦の島の呼び名として広まった。後の室町時代、当時の琉球国が室町幕府に遣使、交易を行ったあたりから、異邦の辺境の島としての「うるま」が沖縄を指すようになる。

## 代表歌
- 小倉百人一首（55番）
滝の音はたえて久しくなりぬれど名こそ流れてなほ聞こえけれ

## 官歴
※注記のないものは『公卿補任』による。

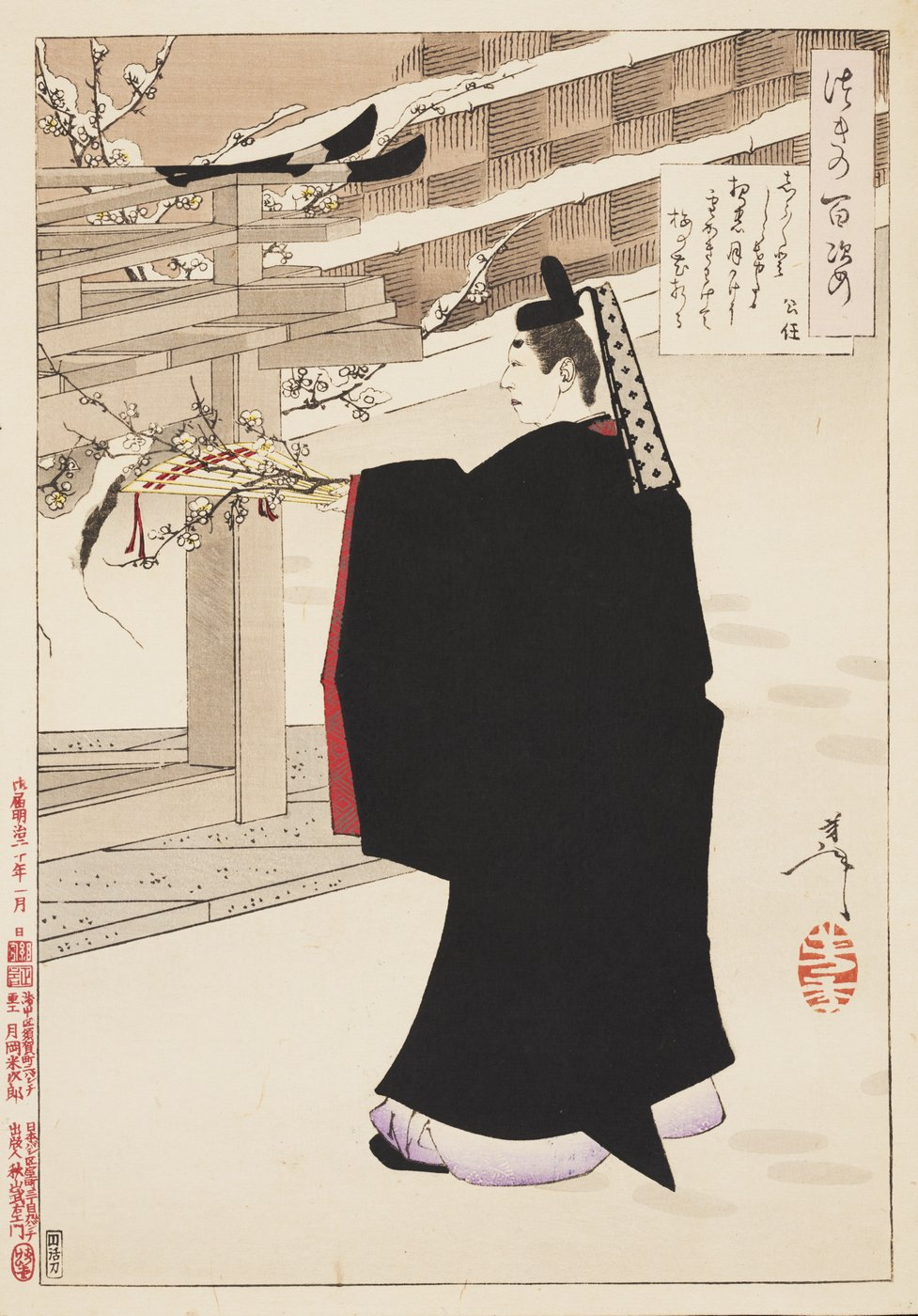
『しらしらとしらけたる夜の月かけに 雪かきわけて梅の花折る』（月岡芳年『月百姿』）

- 天元3年（980年） 2月25日：元服、正五位下（直叙）、昇殿。3月3日：禁色[2]。7月1日：侍従
- 天元4年（981年） 正月7日：従四位下。正月10日：昇殿
- 天元5年（982年） 5月8日：従四位上
- 天元6年[41]（983年） 正月26日：兼讃岐守。12月13日：左近衛権中将、讃岐守如元
- 永観2年（984年） 2月1日：兼尾張権守。8月28日：昇殿
- 寛和元年（985年） 11月21日：正四位下（中宮御給）
- 寛和2年（986年） 3月5日：兼伊予権守。7月22日：昇殿
- 永延3年（989年） 2月23日：蔵人頭
- 永祚2年（990年） 4月5日：兼備前守
- 正暦3年（992年） 8月28日：参議、止左近衛権中将
- 正暦4年（993年） 正月13日：兼近江守
- 長徳元年（995年） 8月28日：兼左兵衛督。9月21日：兼皇后宮大夫（皇后藤原遵子）
- 長徳2年（996年） 正月：兼讃岐守。7月14日：兼右衛門督・検非違使別当
- 長徳4年（998年） 1月25日：兼備前権守。10月23日：兼勘解由長官
- 長徳5年[42]（999年） 1月7日：従三位。閏3月29日：辞勘解由長官
- 長保2年（1000年）2月25日：皇太后宮大夫（皇太后・藤原遵子）
- 長保3年（1001年） 8月25日：中納言。10月3日：兼左衛門督。10月10日：正三位。12月7日：辞検非違使別当。
- 寛弘2年（1005年） 7月21日[2]：従二位
- 寛弘6年（1009年） 3月4日：権大納言
- 寛弘9年（1012年） 2月14日：太皇大后宮大夫（藤原遵子太皇太后贈号）。12月22日[43]：正二位
- 寛仁元年（1017年） 6月1日：辞太皇太后宮大夫
- 寛仁5年（1021年） 1月28日：兼陸奥出羽按察使
- 万寿元年（1024年） 12月12日：辞権大納言、陸奥出羽按察使
- 万寿3年（1026年） 1月4日：出家
- 長久2年（1041年） 正月1日：薨去、享年76

## 系譜
- 父：藤原頼忠
- 母：厳子女王（代明親王の娘）
- 妻：昭平親王の娘 - 藤原道兼の養女
  - 男子：藤原定頼（995-1045）
  - 男子：良海[44]
  - 長女：藤原教通の正室（1000[45]-1024）
  - 次女：藤原遵子の養女（?-1023[46]）
- 生母不明の子女
  - 男子：任入

## 関連作品
テレビドラマ
- 『紫式部絵巻』（1962年、TBS、演：市川中車）
- 『光る君へ』（2024年、NHK大河ドラマ、演：町田啓太）